# 弗朗西斯科貝爾特朗
贝尔德朗市（葡萄牙語：Francisco Beltrão）为巴西西南部巴拉那州最大的市镇和工业重镇，建市于1952年12月14日，人口7.2万人，其中市镇人口85％，乡村人口15％。